# 天馬行空 (CP查理專輯)
《天马行空》（英語：Nine Track Mind）是美国歌手查理·普斯的首张录音室专辑，于2016年1月29日由大西洋唱片发行，而该专辑预定时间为2015年11月6日。普斯负责制作整张专辑。这张专辑在《告示牌》200大專輯榜位于第6名，然而，其获得了主流乐评的负评，专辑在Metacritic获得了37分（满分为100分），成为该网站最低分数专辑的第15名。
这张专辑的首发单曲馬文蓋于2015年12月10日发行，并由梅根·崔娜伴唱，于美國告示牌百強單曲榜获得第21位，并在许多城市榜单中夺冠，其中包括法国、冰岛、纽西兰和英国。第2支单曲愛在咫尺于2015年8月20日发行，于告示牌百強單曲榜获得第12位。2016年5月24日，普斯发行了第3支单曲不再甜蜜，并由席琳娜·戈梅茲伴唱。这首歌曲在告示牌百強單曲榜获得第9位。
2015年12月11日，最终专辑曲目敲定。最终专辑曲目中抽出歌曲Know Your Name和Hard，而《不再甜蜜和危險愛情填补空缺位置。I Won't Tell A Soul原本出现在日本版本中，但之后还是没有放进专辑里。2016年3月，普斯着手天马行空巡回演唱会。
专辑的豪华版于2016年11月11日发行，其中包含了3首新歌。

## 单曲
这张专辑的首发单曲馬文蓋于2015年12月10日发行，并由梅根·崔娜伴唱。普斯宣布愛在咫尺是专辑第2支单曲，于2015年8月20日发行，并于2016年1月29日与专辑的预购共同发行。2016年5月11日，普斯宣布不再甜蜜作为专辑的第3支单曲。这首歌曲邀请了席琳娜·戈梅茲作为伴唱歌手。其于2016年5月24日在美国當代流行電台播放。

### 其他歌曲
2016年2月19日，Suffer混音版本的音乐录影带发行，并由奥斯汀·斯塔雷特·温切尔执导。11月2日，普斯发行危險愛情的音乐录影带。

## 专业评价
| 綜合得分         | 綜合得分 |
| 來源             | 評分     |
| ---------------- | -------- |
|                  | 37/100   |
| 評論得分         |          |
| 來源             | 評分     |
| AllMusic         | [ 10 ]   |
| 《娱乐周刊》     | C+       |
| 《衛報》         | [ 2 ]    |
| Idolator         | [ 12 ]   |
| 《新聞日報》     | B-       |
| 《觀察家報》     | [ 14 ]   |
| Pitchfork Media  | 2.5/10   |
| 《Q》            | [ 9 ]    |
| 《Spin》         | 3/10     |
| 《多伦多太阳报》 | 2.5/5    |